# Night hawk
Night hawk är en orienteringsstafett i Norge och Oslo-området. Första tävlingen genomfördes 2013 och målet är att bli den tredje stora orienteringsstafetten i världen, efter svenska 10-mila-kavlen och finska Jukolakavlen. Anledningen till satsningen var att både Sverige och Finland har stora arrangemang som lockar orienterare från hela världen, medan den klassiska orienteringsnationen Norge inte hade det. Man skapade då en stafett som man kallar Night hawk och hoppas att den ska kunna ansluta till 10-mila och Jukolakavlen i framtiden.

## Segrare
| År   | Plats        | Herrar                         | Damer       | Ref.        |
| 2016 | Lillomarka   | Nydalens SK                    | Byåsen IL   | [ 1 ] [ 2 ] |
| 2015 | Asker        | Halden SK                      | Halden SK   | [ 3 ]       |
| 2014 | Holmenkollen | NTNUI Orientering              | Järla IF OK | [ 3 ]       |
| 2013 | Nordmarka    | Södertälje-Nykvarn Orientering | Halden SK   | [ 4 ] [ 5 ] |